# Theopsis maliflora
Theopsis maliflora là một loài thực vật có hoa trong họ Theaceae. Loài này được (Lindl.) Nakai miêu tả khoa học đầu tiên năm 1940.